# 南一書局
南一書局企業股份有限公司，簡稱南一書局，位於臺灣之圖書出版文化公司，總公司設於臺南市。

## 發展歷史
1953年，蘇紹典在臺南市東門圓環與一位居士成立獨資商號法輪書局，最初專售佛教書籍；兩年後，法輪書局改名南一書局，開始經銷中西圖書與升學參考書。1960年，南一書局成立子公司「長青」（Ever Green），生產筆、書信、日記等紙製品。1970年，南一書局總門市遷至臺南市博愛路76號，今臺南市東區北門路一段76號。1970年10月22日，南一書局公司化，當時全名「南一書局企業有限公司」。1971年，南一書局總門市樓梯下三角空間，蘇紹典長男蘇建中與廠長陳榮宗成立南一書局編輯部。1981年，南一書局推出《超群》、《點線面》等升學參考書品牌，從編輯到印刷一條龍作業。

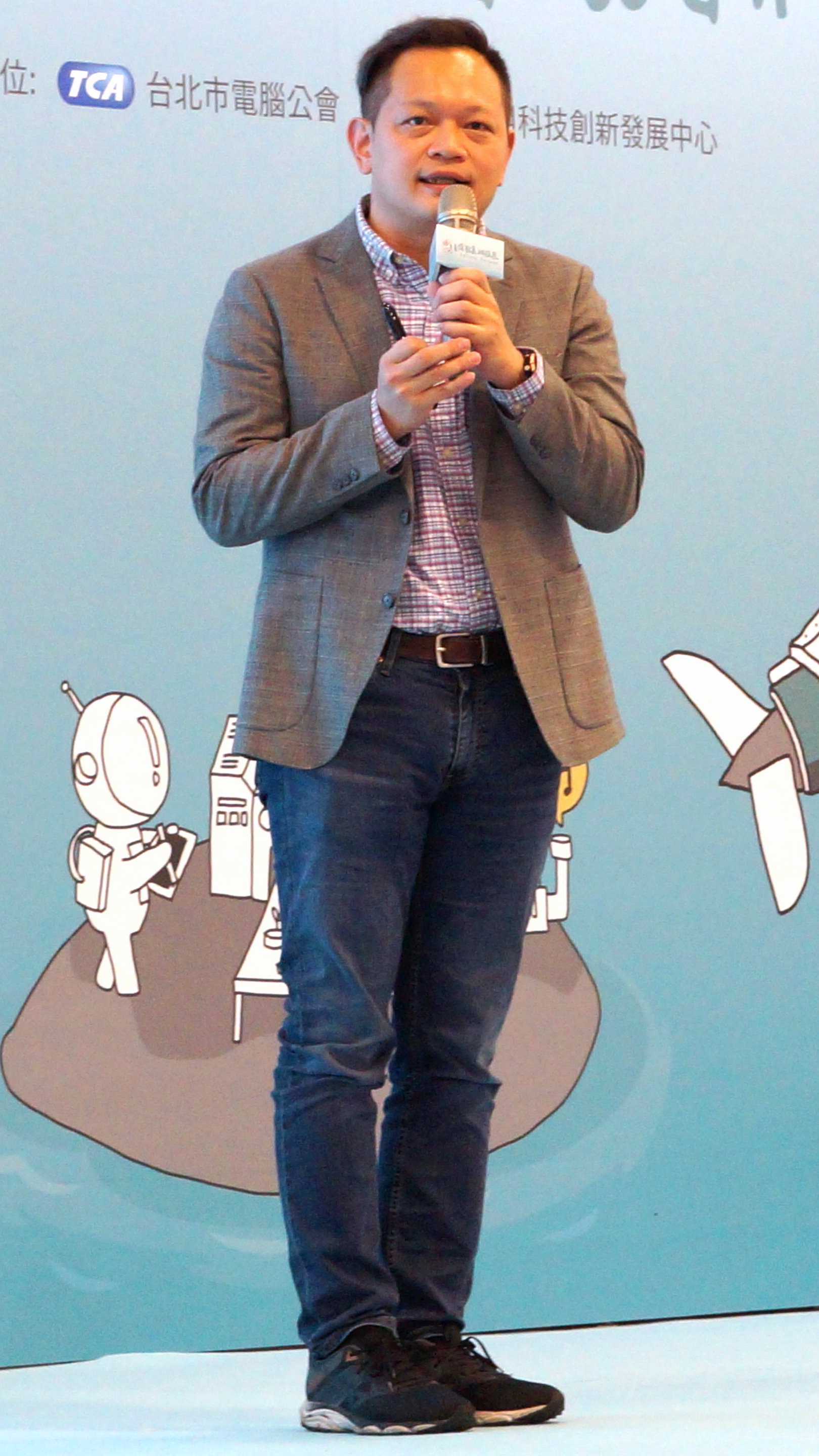
蘇偉銓

1966年，蘇紹典次女廖蘇西姿與其夫廖俊榮成立新學友書局。蘇建中曾經考慮南一書局仿效新學友書局開展連鎖書店，但1989年中華民國教育部開放中小學藝能科教科書民間審定本，1996年教育部又開放中小學各科教科書民間審定本，蘇建中認為出版業之未來性大於連鎖書店，南一書局開展連鎖書店之計畫取消。2003年，在美國留學的蘇建中之子蘇偉銓返回台灣，從南一書局小學教科書業務員做起。2016年，蘇偉銓接任南一書局總經理。蘇偉銓在南一書局，從業務員、企畫師、到接任總經理，歷時十三年，在母親提醒下讀《心經》度過人生低潮期，更透露「蘇家子弟都要背《心經》」。
南一版教科書是目前台灣中小學與高中教科書使用版本之一。
1989年，南一書局成立子公司南億興業。1991年，南一書局成立子公司長鴻出版社，跨足漫畫出版業務。
2014年，南一書局與中華多元智能教育協會、文揚題庫編製團隊合作成立「南一書局評鑑測驗中心」，投入國中教育會考模擬測驗市場，由文揚題庫提供試題，南一書局提供業務。
2017年，南一書局成立了補習班經營最需要的雲端旗艦系統UPAD12
，強調以「終極、精準、分析、診斷」協助補習班的教育服務C/P值更上一層樓。
2021年3月，南一書局成立子公司萬通教育，跨足線上學習。
2022年9月4日，南一書局董事長蘇建中病逝，享年76歲。

## 主要的參考書品牌
- 《超群新幹線》：

特別針對現在南一版的國民小學、國民中學、高級中學學程教科書配合製作。
- 《點線面全方位》：

國中小評量講義，重點精鍊、試題新穎、簡明易懂、分量適中。
- ETJHS南一書局評鑑測驗中心：

專為國中教育會考出版的複習講義、題庫書，如《百分百EZ複習講義》、《3688應用題彙編》、《3436應用題彙編Version 2.0》、《國中教育會考數學非選關鍵100題》……等。
- OneClass真人Live家教：一對一強化學習、解決難題，享受量身打造。為國小到高中學生量身打造專屬的課程內容，達成真正的「因材施教」，全線上課程。
- 其他：

《學習標竿》、《國中會考5168基測改會考衝刺班》、《學習週記》、《學力段考王》（專為國中基本學力測驗出版，2014年改為《會考王》）、《課堂輕鬆學》、《BBQ微講義》……等。

## 註解
1. 1 2  .   [2011-12-21]. （原始内容存档于2011-12-21）.
2. ↑  邱莞仁. . 鏡週刊. 2017-07-03  [2021-02-16]. （原始内容存档于2018-12-04）.
3. ↑  邱莞仁. . 鏡週刊. 2017-07-03  [2021-02-16]. （原始内容存档于2018-11-25）.
4. ↑  李祖翔. . 人間福報. 2020-09-18  [2021-02-16]. （原始内容存档于2020-10-28）.

## 外部連結
- 南一書局（页面存档备份，存于）

- 南e網（页面存档备份，存于）
- UPAD12（页面存档备份，存于）
- NaniBook（页面存档备份，存于）
- OneClass 真人Live家教（页面存档备份，存于）